# Nīlaq
Nīlaq (persiska: نيلق, نِيلَق, لِيلِيِه) är en ort i Iran.   Den ligger i provinsen Ardabil, i den nordvästra delen av landet, 400 km nordväst om huvudstaden Teheran. Nīlaq ligger 1 394 meter över havet och antalet invånare är 709.
Terrängen runt Nīlaq är kuperad åt nordväst, men åt sydost är den platt. Runt Nīlaq är det ganska glesbefolkat, med 38 invånare per kvadratkilometer. Närmaste större samhälle är Karandaq, 17,6 km nordost om Nīlaq. Trakten runt Nīlaq består i huvudsak av gräsmarker.